# Matra Durandal
Durandal je francuska bomba nazvana po mitskom srednjovekovnom francuskom maču, koja je dizajnirana 1971. godine i služi za uništavanje avio pista a razvila ju je francuska kompanija Matra (sada MBDA), a serijska proizvodnja započela je 1977.godine, i koja se izvozi u nekoliko zemalja. Kod svih tih drugih manjih bombica pri udaru na avio pistu stvaraju jedan jednostavan manji krater na pisti koji se lako sanira tako što se samo popuni betonom, dok Durandal nešto drugačije radi jer koristi dve eksplozije gde se prva eksplozija dešava pri samom udaru u pistu, zatim bomba probija pistu i duboko ispod piste na otprilike 40 cm dolazi do druge eksplozije gde dolazi do pomeranja betonskih ploče piste, što onemogućava dalje korišćenje piste kao i što znatno otežava popravku piste.
Ovde treba pomenuti da ovo nije klasična kasetna bomba ali se kači na avion u grozdovima, tako da ima veliki broj tih bombi zakačenih na avionu. A da bi se uništila jedna pista mora da se izbaci nekoliko desetina tih bombi i zbog toga mora da učestvuje više aviona. Zbog velike količine izbačenih bombi, često se ove bombe nazivaju i kasetnim bombama, što i nije baš tačno, ali istina je da ima nekih karakterističnih sličnosti sa kasetnim bombama.

## Opis
Durandal je dizajniran tako da se izbacuje sa aviona na malim visinama sa visine od oko 60 m. Sastoji se od bojeve glave, mehanizma za osiguranje i armiranje, buster-motora i padobranskog uređaja za kočenje od dva padobrana (koji se sukcesivno otvaraju). Maksimalna brzina aviona pri oslobađanju bombe je 550 čvorova (1.020 km/h (630 mph)), a minimalna visina pri bacanju bombe sa aviona je 200 stopa (61 m). Kada bomba dostigne ugao od 40° usled otpora padobrana, pokreće raketni pojačivač koji ubrzava bombu prema površini piste. Primarno punjenje od 100 kg (220 lb) eksplodira nakon što bomba prodre u beton i aktivira sekundarno punjenje kada prodre dublje pod pistu. Sekundarno punjenje od 15 kg (33 lb) eksplodira nakon jedne sekunde odlaganja. Ova bomba je kasnije nadograđena tako što je imala programabilni fitilj koji može da odloži sekundarnu detonaciju do nekoliko sati.
Oružje može da prodre do 40 cm (16 in) betona i stvori krater dubine 2 m (6 ft 7 in) i prečnika približno 5 m (16 ft). Pored toga, betonske ploče oko kratera su poremećene na području prečnika približno 15 m (49 ft). Poremećene ploče su pomerene do 50 cm (20 in) iznad prvobitne površine, što otežava popravku od običnog kratera koje bi napravila konvencionalna bomba. 

## Korisnici ovih durandal bombi
- Argentina
- Brazil
- Kina
- Ekvador
- Egipat
- Francuska
- Grčka
- Jordan
- Libija
- Nigerija
- Oman
- Pakistan
- Srbija

Koristi J-22 Orao.
- Južna Koreja
- Turska
- SAD[1]
- Venecuela[2]

Napomena: Durandal bombe su kopirale SAD uz neke male modifikacije (na primer da bomba pada pod još strmijim uglom i da mora da ispusti bombu iz aviona koji lete sa većom brzinom od 630 čvorova, nego što je originalna francuska Durandal bomba). Tako je kopija u američkoj vojsci dobila naziv BLU-107/B, a napravljena je 1980-ih, a avioni koji su mogli da nose ove bombe su: F-111 i F-15E. 
| Program nabavke američkog vazduhoplovstva za Durandal | Program nabavke američkog vazduhoplovstva za Durandal | Program nabavke američkog vazduhoplovstva za Durandal | Program nabavke američkog vazduhoplovstva za Durandal | Program nabavke američkog vazduhoplovstva za Durandal | Program nabavke američkog vazduhoplovstva za Durandal | Program nabavke američkog vazduhoplovstva za Durandal |
| Fiskalna godina                                       | 1983                                                  | 1984                                                  | 1985                                                  | 1986                                                  | 1987                                                  | Ukupno                                                |
| ----------------------------------------------------- | ----------------------------------------------------- | ----------------------------------------------------- | ----------------------------------------------------- | ----------------------------------------------------- | ----------------------------------------------------- | ----------------------------------------------------- |
| Dolari u milionima                                    | 9.2                                                   | 23.3                                                  | 87.5                                                  | 184.1                                                 | 195.1                                                 | 499.2                                                 |
| Količina                                              | 350                                                   | 840                                                   | 3,000                                                 | 6,000                                                 | 6,000                                                 | 16,190                                                |

Pored vojske SAD, Durandal bombu koriste još vojske Argentine, Turske i najmanje još 14 drugih nacija. Durandal trenutno nije u inventaru oružja francuske armije. 
Kinesko RV je tokom osamdesetih godina kupilo veliki broj Durandala od Francuske i uvelo u naoružanje probojnu avio bombu Matra Durandal. Međutim, kinezi su počeli sa razvojem sopstvene bombe (to je kopija Durandala uz neka inovativna poboljšanja), da bi već 1996. godine počeli sa proizvodnjom na osnovu bombe Durandal pod nazivom Type 200A. Postoje neke indicije da su kinezi svoj model bombe opremili glavom za lasersko navođenje. 

## Korišćenje Durandal bombi u konfliktima
1967: Postoji uporna priča da su prvu upotrebu sadašnje Matre Durandal koristili izraelski Miraži tokom Šestodnevnog rata. Ovo je netačno, jer se ovaj rat odigrao deset godina pre nego što je Durandal prvi put bio dostupan na tržištu oružja.  Umesto toga, prototip francuskog/izraelskog programa oružja za uništavanje pista koji je se koristio 1967. godine radi uništavanja egipatskih pista je slična bomba, ali se ipak razlikuje od Durandala. Izraelsko vojska je koristilo rakete, a ne bombe sa padobranom. Razvoj Durandala je počeo tek od 1971. godine i predstavljao je osnovu za dalju nadogradnju bombe, a serijska proizvodnja je započeta 1977. godine. 
1991: Koristili su ga USAF u Pustinjskoj oluji, a avioni koji su isporučili bombe su F-111 E iz 20. borbenog krila koji je delovao iz Turske. Komandant leta 20. krila kapetan Džordž Kelman rekao je da „nema ništa bolje u uništavanju piste od Durandala“. 

## Napomene
BLU-107 je američke proizvodnje i verna kopija ove francuske Durandal bombe. BLU-107 ima samo male neznatne izmene u odnosu na originalnu francusku bombu, tako da je nepotrebno pisati još jedan isti tekst o jednoj istoj bombi, tako da sve što piše ovde za Durandal, sve to isto je i kod američke BLU-107.

## Spoljašnje veze
- BLU-107 page on GlobalSecurity
- MBDA (Matra) BLU-107/B Durandal - Designation Systems